# István Kovács (boxe anglaise)
Pour les articles homonymes, voir Kovács et István Kovács.
István Kovács est un boxeur hongrois né le 17 août 1970 à Budapest.

## Carrière
Médaillé de bronze aux Jeux de Barcelone en 1992 dans la catégorie poids mouches, il devient champion olympique des poids coqs aux Jeux d'Atlanta en 1996 après sa victoire en finale contre le Cubain Arnaldo Mesa. Kovács remporte également au cours de sa carrière amateur 2 titres européens à Goteborg en 1991 (poids mouches) et à Vejle en 1996 (poids coqs) ainsi que la médaille de bronze à Bursa en 1993.
Il passe professionnel en 1997 et s'empare de la ceinture européenne EBU des poids plumes le 23 juin 2000 aux dépens de Steve Robinson puis du titre mondial WBO le 27 janvier 2001 en battant Antonio Diaz par arrêt de l'arbitre à la 12e reprise. Le boxeur hongrois cède en revanche ce titre dès le combat suivant face à Julio Pablo Chacón et met un terme à sa carrière en 2002.

## Parcours auxJeux olympiques
Jeux olympiques d'été de 1992 à Barcelone (poids mouches) :
- Bat Dharmendra Yadav (Inde) 21-5
- Bat Jesper Jensen (Danemark) 14-0
- Bat Hector Julio Avila (République Dominicaine) 17-3
- Perd contre Choi Chol-Su (Corée du Nord) 5-10

 Jeux olympiques d'été de 1996 à Atlanta (poids coqs) :
- Bat Soner Karaoz (Turquie) 15-3
- Bat Khurshed Khasanov (Tadjikistan) 17-3
- Bat Crinu Olteanu (Roumanie) 24-2
- Bat Vichairachanon Khadpo (Thaïlande) 12-7
- Bat Arnaldo Mesa (Cuba) 14-7